# Памятник П. И. Шиханову (Нижняя Тура)
Па́мятник Па́влу Шиха́нову — монумент в честь советского государственного деятеля, руководителя первой организации РСДРП в посёлке Нижне-Туринский завод Верхотурского уезда Пермской губернии, Павла Ивановича Шиханова (1888—1938). Установлен в Нижней Туре на пересечении улиц Шихановской, Набережной и Привокзальной.

## История
Первоначально памятник в Нижней Туре был открыт 22 октября 1967 года в сквере на улице Чапаева, на месте снесённого в 1940-е годы храма во имя Трёх Святителей. Автор — известный свердловский скульптор В. Е. Егоров. Но в 1998-м памятник П. Шиханову в Нижней Туре демонтировали в связи со строительством на его месте новой Трёх-Святительской церкви. После этого он четверть века пребывал в забвении. Обещание муниципалитета установить его в районе железнодорожной станции «Нижняя Тура» не было выполнено. Лишь весной 2021 года памятник обнаружили разрушенным в районе улицы Заводской. В том же году по инициативе Главы Нижнетуринского городского округа Алексея Стасёнка его восстановили и в июне поставили на улице Шихановской.

## Описание
Памятник представляет собой бетонное, покрашенное бронзовой краской, скульптурное изображение Павла Шиханова в полный рост, на невысоком, серого цвета, бетонном постаменте. Фигура нижнетуринского большевика, в длинном пальто, в сапогах и фуражке, обращена в сторону железнодорожной станции «Нижняя Тура». Внешне монумент очень напоминает другую работу В. Е. Егорова — установленный десятью годами позднее в Екатеринбурге гранитный памятник советскому революционеру Ивану Малышеву.
Общая высота памятника П. И. Шиханову в Нижней Туре — около 3,5 метров (первоначально, за счёт более высокого основания, — около 4 метров). На лицевой стороне постамента — небольшая мраморная доска с краткой биографической справкой о Павле Шиханове.